# Louloudou
Louloudou est un village de la région de Gbôklé dans le district du Bas-Sassandra, au sud-ouest de la Côte d'Ivoire. La localité rurale de Louloudou est rattachée au département de Fresco, situé ur le littoral du golfe de Guinée,.